# Escudo de San Miguel de Bernuy
El escudo de San Miguel de Bernuy es el símbolo más importante de San Miguel de Bernuy, municipio de la provincia de Segovia, comunidad autónoma de Castilla y León, en España. 

## Descripción
El escudo de San Miguel de Bernuy fue oficializado el 29 de marzo de 2003, y su descripción heráldica es:

«De Plata, Arcángel San Miguel de gules, surmontado de dos pinos arrancados de sinople, en punta ondas de azur y plata. Vestido de gules, con una espiga de oro a la diestra y otra a la siniestra. Al timbre la corona real cerrada.»
Boletín Oficial de Castilla y León nº 113/2003